# ローアン・キッツォフ
ローアン・キッツォフ（Rohan Kitshoff、1985年9月13日 - ）は、ウェルウィッチアスに所属するラグビーユニオン選手。

## プロフィール
- ナミビア(当時は南アフリカ)・ウィントフック出身[1]。
- ポジションはフランカー(FL)。
- 身長 182cm、体重 98kg
- ナミビア代表キャップは44（2025年4月現在）でラグビーワールドカップ2011・ラグビーワールドカップ2015・ラグビーワールドカップ2019のナミビア代表に選ばれた[2][3]。

## 略歴
ウェスタン・プロヴィンス、グリクアズ、ウェスタン・プロヴィンス、ボルドー・ベグル、ストーマーズ、ウェスタン・プロヴィンスを経て、2016年、ウェルウィッチアスに加入。